# روبن رنوچی
روبن رنوچی (فرانسوی: Robin Renucci‎؛ زادهٔ ۱۱ ژوئیهٔ ۱۹۵۶) هنرپیشه و کارگردان اهل فرانسه است.
از فیلم‌هایی که وی در آن نقش داشته است، می‌توان به بی‌نوایان (۱۹۸۲)، صورتک‌ها (۱۹۸۷)، خیالباف‌ها (۲۰۰۳)، آرسن لوپن (۲۰۰۴) و کمدی قدرت (۲۰۰۶) اشاره کرد.